# Ingemar Krusell
Arne Ingemar Krusell, född 27 april 1934 i Borgehage i Borgholms kommun på Öland, död 19 mars 2017, var en svensk ämbetsman inom polisväsendet och biträdande spaningsledare i Palmeutredningen 1988–1990.

## Utbildning och de första åren som polis
Krusell studerade vid Ölands folkhögskola. Efter att värnplikten fullgjorts vid I11 i Växjö i mitten av 1950-talet flyttade han till Stockholm för studier vid Polishögskolan.
Han inledde sin karriär inom polisväsendet som patrullerande polis inom Mariapolisen i Stockholm. Efter några år vid ordningspolisen anställdes han vid kriminalpolisen inom våldsroteln. Han medverkade bland annat vid polisinsatserna under Norrmalmstorgsdramat och var delaktig i förundersökningen efter ambassadockupationen i Stockholm 1975. 

## Palmeutredningen
Efter mordet på Olof Palme den 28 februari 1986 sändes Krusell av spaningsledaren Hans Holmér till Bundeskriminalamt i Wiesbaden. I en artikel i Polistidningen nr 4 från april 1986 framför Krusell teorin att en anonym gärningsmannagrupp, till exempel knuten till något lands säkerhetstjänst, utfört mordet. Senare blev han övertygad av tanken på Christer Pettersson som gärningsman och höll fast vid den teorin fram till sin pensionering.
När Hans Ölvebro tog över Palmeutredningen i mars 1988 blev Krusell biträdande spaningsledare och kom att arbeta med bland annat PKK-spåret och Christer Pettersson. År 1990 tog han avsked från posten inom spaningsledningen och fortsatte vid kriminalpolisen, och vid sin pensionering 1995 var han chef för kriminalpolisen i Söderort.

## Efter pensionen
Som pensionär var Krusell flitigt anlitad som föreläsare och var en aktiv artikelförfattare i såväl svensk som tysk fackpress. Han skrev även artiklar för dagstidningen Ölandsbladet. 1998 gav han ut en bok om Palmemordet, Palmemordets nakna fakta, i vilken han framförde sin övertygelse om att Christer Pettersson var skyldig till mordet. Han skrev förordet till Viking Johanssons bok Mordnatten – vittnenas berättelser från 2016, boken är en faksimilutgåva av vittnesmål från natten Olof Palme mördades.
Författaren Lars Borgnäs samtalade med Krusell vid flera tillfällen tiden innan hans död. Samtal som delvis redovisas i Borgnäs bok Olof Palmes sista steg: I sällskap med en mördare från 2020. Enligt Borgnäs hade Krusell vid tiden för samtalen börjat omvärdera omständigheterna kring mordet och frångått sin starka tro på Christer Pettersson som gärningsman. Den förändrade synen på mordet skapade enligt Borgnäs problem när Krusell på ett ärligt sätt försökte skriva sina memoarer.

## Familj
Ingemar Krusell gifte sig 1957 med Ursula, tillsammans fick de tre barn. Han är begravd på Borgholms kyrkogård.